# Halopeplis
Halopeplis ist eine Pflanzengattung in der Familie der Fuchsschwanzgewächse (Amaranthaceae). Es sind einjährige oder ausdauernde Salzpflanzen mit nicht gegliederten Sprossachsen und dickfleischigen, stängelumfassenden Blättern. Sie sind vom Mittelmeerraum und Nordafrika über Südwest- und Zentralasien bis nach China verbreitet.

## Beschreibung

### Vegetative Merkmale
Die Halopeplis-Arten sind einjährige oder ausdauernde krautige Pflanzen. Die verzweigten Stängel sind kahl und nicht gegliedert. Die Laubblätter stehen wechselständig, die untersten auch fast gegenständig, und sind sehr fleischig, kahl, fast kugelförmig oder eiförmig, den Stängel umfassend, mit vorhandener oder reduzierter Blattspreite.

### Blütenstände und Blüten
Die Blütenstände stehen im oberen Teil der Pflanze als seitliche und endständige zylindrische Scheinähren. Die spiralig angeordneten Zymen enthalten in der Achsel eines schuppenförmigen Tragblatts jeweils drei Blüten. Diese sind in die Blütenstandsachse eingesenkt und mehr oder weniger miteinander, mit dem Tragblatt und der Achse verwachsen. Die meist zwittrigen Blüten besitzen drei verwachsene, unauffällig dreilappige Tepalen. Die ein bis zwei (selten drei) Staubblätter ragen nur wenig aus der Blüte heraus. Es sind zwei Narben vorhanden.

### Früchte und Samen
Die Frucht bleibt in der Blütenstandsachse eingeschlossen, die Fruchtwand ist häutig.  Die Samen sind eiförmig bis rundlich, zusammengedrückt, mit ledriger, glatter oder papilloser Samenschale. Der  halb-ringförmige Embryo ist hakig oder kurvig. Es ist reichlich Nährgewebe vorhanden.

## Verbreitung und Standort
Die Arten von Halopeplis sind vom Mittelmeerraum und Nordafrika über Südwest- und Zentralasien bis nach China (Xinjiang) verbreitet.
Als Salzpflanzen besiedeln sie Meeresküsten oder salzige Lebensräume in Inland, wie Salzebenen und das Ufer von Salzseen.

## Systematik
Die Gattung Halopeplis wurde 1866 von Franz Ungern-Sternberg aufgestellt. Bereits 1857 hatte Alexander von Bunge den Namen Halopeplis benutzt, allerdings ohne eine gültige Erstbeschreibung zu verfassen. Als Lectotypus wurde Halopeplis nodulosa festgelegt, dies ist ein Synonym von Halopeplis amplexicaulis.
Die Gattung umfasst drei Arten:
- Halopeplis amplexicaulis (Vahl) Ung.-Sternb. ex Ces., Pass. & Gibelli, einjährig, verbreitet in Salzebenen und an Salzseen im Inland, kommt im südlichen Mittelmeerraum und in Nordafrika vor.[3]
- Halopeplis perfoliata (Forssk.) Bunge ex Asch. & Schweinf., ausdauernd, verbreitet an Küsten, am Roten Meer, Sinai-Halbinsel, Arabische Halbinsel bis zum südwestlichen Pakistan (Belutschistan).[1]
- Halopeplis pygmaea (Pall.) Bunge ex Ung.-Sternb., einjährig, verbreitet in Salzebenen und an Salzseen im Inland, im Nordkaukasus, am Kaspischen Meer, im südlichen Irak, Iran, Zentralasien bis China (Xinjiang).[1]